# Liga Estoniana de Basquetebol
A Korvpalli Meistriliiga (português: Primeira Liga Estoniana), conhecido como Alexela Korvpalli Meistriliiga por razões de patrocínio é o primeiro nível da camada de homens profissional de basquete da liga na Estônia.
O primeiro  Campeonato de Basquete Estoniano foi realizado em 1925. Durante a ocupação Soviética (1941-1991) a liga foi chamado Campeonato da República Socialista Soviética. A liga foi chamado Korvpalli Meistriliiga (KML) em 1992, depois que a Estônia recuperou a sua independência. O atual campeão da KML é o Kalev/Cramo que ganhou o seu 8º título.
A Liga Estoniana, é jogada nas regras da FIBA, atualmente, é composto por 9 equipes. A partir de 2013, Alexela, uma importante empresa de energia do país tem sido o principal patrocinador do KML league.

## Equipes Atuais
| Clube                  | Localização | Fundação | Arena                 | Capacidade | Temporada 2014-15 | Treinador      |
| ---------------------- | ----------- | -------- | --------------------- | ---------- | ----------------- | -------------- |
| TÜ/Rock                | Tartu       | 1945     | TÜ Spordihoone        | 4,000      | 01 !              | Gert Kullamäe  |
| Kalev/Cramo            | Tallinn     | 1998     | Tallinn Arena         | 7,200      | 02 !              | Alar Varrak    |
| TYCO Rapla             | Rapla       | 1996     | Sadolin Spordihoone   | 1,000      | 03 !              | Aivar Kuusmaa  |
| Rakvere Tarvas         | Rakvere     | 2006     | Rakvere Spordihall    | 2,422      | 4th               | Andres Sõber   |
| Pärnu                  | Pärnu       | 2000     | Pärnu Spordihall      | 2,000      | 5th               | Mait Käbin     |
| Valga/Maks & Moorits   | Valga       | 2006     | Valga Spordihoone     | 1,000      | 6th               | Varis Krūmiņš  |
| TTÜ                    | Tallinn     | 2006     | TTÜ Spordihoone       | 1,050      | 7th               | Heino Lill     |
| TLÜ/Kalev              | Tallinn     | 2002     | Kalevi Spordihall     | 1,000      | 8th               | Kalle Klandorf |
| Audentes/Noortekoondis | Tallinn     | 2005     | Audentes Spordikeskus | 9th        | Indrek Visnapuu   |                |

## Campeão

### Desempenho por clube
| Clube              | Campeões | Anos como Campeão |
| ------------------ | -------- | --- |
| Tartu Ülikool/Rock | 26       | 1938, 1939, 1940, 1948, 1949, 1950, 1951, 1952, 1956, 1958, 1959, 1969, 1970, 1972, 1973, 1975, 1976, 1977, 1978, 2000, 2001, 2004, 2007, 2008, 2010, 2015 |
| Kalev              | 21       | 1927, 1930, 1931, 1943, 1944 (w)‡, 1945, 1946, 1947, 1967, 1968, 1971, 1992, 1993, 1995, 1996, 1998, 2002, 2003                                            |
| Kalev/Cramo        | 13       | 2005, 2006, 2009, 2011, 2012, 2013, 2014, 2016, 2017, 2018, 2019, 2021, 2023                                                                               |
| TTÜ                | 8        | 1961, 1962, 1963, 1964, 1965, 1966, 1984, 1985 |
| Standard           | 8        | 1980, 1982, 1983, 1986, 1987, 1988, 1989, 1990 |
| Tallinna Russ      | 4        | 1928, 1929, 1932, 1933 |
| TTÜ-A. Le Coq      | 4        | 1991, 1994, 1997, 1999 |
| Tartu NMKÜ         | 3        | 1934, 1936, 1937 |
| EMÜ                | 2        | 1957, 1960 |
| Harju KEK          | 2        | 1974, 1979 |
| Tallinna Esporte   | 1        | 1925 |
| Tallinna NMKÜ      | 1        | 1935 |
| Tallinna Dünamo    | 1        | 1941 |
| Tartu Kalev        | 1        | 1944 (s)‡ |
| Metallist          | 1        | 1981 |
| Parnü Sadam        | 1        | 2022 |

‡ Nota: Em 1944, houve uma temporada onde dois torneios do campeonato foram realizadas (s – torneio de verão; w – torneio de inverno).

## Finais
| Temporada | Decide em Casa      | Resultado | Decide fora de casa          | Primeiro na Temporada Regular | Registro | Treinador Campeão  | MVP das Finais    |
| --------- | ------------------- | --------- | ---------------------------- | ----------------------------- | -------- | ------------------ | ----------------- |
| 1990–91   | Baltika             | 1–2       | Asto                         | Baltika                       | 18–4     | Jaanus Levkoi      |                   |
| 1991–92   | Asto                | 0–2       | Kalev                        | Asto                          | 28–1     | Jaanus Levkoi      |                   |
| 1992–93   | Kalev/Rafter        | 2–0       | Asto                         | Kalev/Rafter                  | 36–0     | Riho Soonik        |                   |
| 1993–94   | Asto                | 2–1       | Baltika                      | Asto                          | 25–3     | Jaanus Levkoi      |                   |
| 1994–95   | Kalev/Auma          | 3–1       | Tallinn                      | Kalev/Auma                    | 28–0     | Jaak Salumets      |                   |
| 1995–96   | Kalev               | 3–0       | Tartu                        | Kalev                         | 36–0     | Jaak Salumets      |                   |
| 1996–97   | Tallinn             | 3–1       | Baltika                      | Tallinn                       | 20–5     | Üllar Kerde        |                   |
| 1997–98   | Kalev               | 3–1       | Tallinn                      | Kalev                         | 22–3     | Maarten van Gent   |                   |
| 1998–99   | Tallinn             | 3–0       | Nybit                        | Tallinn                       | 21–4     | Üllar Kerde        |                   |
| 1999–00   | Kalev               | 0–3       | Tartu Ülikool-Delta          | Kalev                         | 27–3     | Teet Laur          |                   |
| 2000–01   | Tartu Ülikool-Delta | 3–0       | Tallinna Ülikoolid-A. Le Coq | Tartu Ülikool-Delta           | 28–7     | Jüri Neissaar      |                   |
| 2001–02   | Tartu Rock          | 2–3       | Kalev                        | Tartu Rock                    | 23–7     | Üllar Kerde        |                   |
| 2002–03   | TTÜ/A. Le Coq       | 2–4       | Kalev                        | TTÜ/A. Le Coq                 | 25–7     | Andres Sõber       |                   |
| 2003–04   | TÜ/Rock             | 4–2       | EBS/Nybit                    | TÜ/Rock                       | 18–6     | Tõnu Lust          |                   |
| 2004–05   | TÜ/Rock             | 3–4       | Ehitustööriist               | TÜ/Rock                       | 12–4     | Allan Dorbek       |                   |
| 2005–06   | Kalev/Cramo         | 4–3       | TÜ/Rock                      | Kalev/Cramo                   | 21–3     | Aivar Kuusmaa      | James Williams    |
| 2006–07   | TÜ/Rock             | 4–2       | Kalev/Cramo                  | TÜ/Rock                       | 33–3     | Algirdas Brazys    | Tanel Tein        |
| 2007–08   | TÜ/Rock             | 4–0       | Kalev/Cramo                  | TÜ/Rock                       | 33–3     | Üllar Kerde        | Brian Cusworth    |
| 2008–09   | TÜ/Rock             | 2–4       | Kalev/Cramo                  | TÜ/Rock                       | 26–2     | Nenad Vučinić      | Kristjan Kangur   |
| 2009–10   | TÜ/Rock             | 4–2       | Rakvere Tarvas               | TÜ/Rock                       | 23–5     | Indrek Visnapuu    | Janar Talts       |
| 2010–11   | Kalev/Cramo         | 4–0       | TÜ/Rock                      | Kalev/Cramo                   | 29–3     | Aivar Kuusmaa      | Armands Šķēle     |
| 2011–12   | Tartu Ülikool       | 0–4       | Kalev/Cramo                  | Tartu Ülikool                 | 25–3     | Aivar Kuusmaa      | Tanel Sokk        |
| 2012–13   | Kalev/Cramo         | 4–0       | TÜ/Rock                      | Kalev/Cramo                   | 28–4     | Alar Varrak        | Tanel Sokk        |
| 2013–14   | TÜ/Rock             | 0–4       | Kalev/Cramo                  | TÜ/Rock                       | 30–2     | Alar Varrak        | Vlad Moldoveanu   |
| 2014–15   | TÜ/Rock             | 4–1       | Kalev/Cramo                  | TÜ/Rock                       | 26–6     | Gert Kullamäe      | Tanel Kurbas      |
| 2015–16   | Kalev/Cramo         | 4–1       | TÜ/Rock                      | Kalev/Cramo                   | 32–0     | Alar Varrak        | Rolands Freimanis |
| 2016-17   | Kalev/Cramo         | 4-0       | Rapla                        | Kalev/Cramo                   | 29-3     | Alar Varrak        | Branko Mirković   |
| 2017-18   | Kalev/Cramo         | 4-0       | TÜ/Rock                      | Kalev/Cramo                   | 25-1     | Donaldas Kairys    | Kristjan Kangur   |
| 2018-19   | Kalev/Cramo         | 3-0       | Tallina Kalev                | Kalev/Cramo                   | 25-3     | Donaldas Kairys    | Branko Mirković   |
| 2019-20   |                     |           |                              |                               |          |                    |                   |
| 2020-21   | Kalev/Cramo         | 3-1       | Pärnu Sadam                  | Kalev/Cramo                   | 20-3     | Roberts Štelmahers | Chavaughn Lewis   |
| 2021-22   | Pärnu Sadam         | 3-0       | Tartu Ülikool                | Kalev/Cramo                   | 21-2     | Heiko Rannula      | Andris Misters    |
| 2022-23   | Kalev/Cramo         | 3-0       | Tartu Ülikool                | Kalev/Cramo                   | 25-5     | Heiko Rannula      | Oleksandr Kovliar |